# Leisure City
Leisure City statisztikai település az USA Florida államában, Miami-Dade megyében. Lakosainak száma 26 324 fő (2020. április 1.).

## Népesség
A település népességének változása:
| Lakosok száma | 22 152 | 22 655 | 26 324 |
|               | 2000   | 2010   | 2020   |